# Antoni Barnaba Jabłonowski
Antoni Barnaba Jabłonowski, (ur. 27 stycznia 1732, zm. 4 kwietnia 1799 w Warszawie) – książę Świętego Cesarstwa Rzymskiego, kawaler orderu Orła Białego (1761), kawaler orderu Świętego Huberta (1790), marszałek Trybunału Głównego Koronnego w 1760 i 1765 roku, starosta buski, świecki, międzyrzecki (1754), czehryński (1780), wojewoda poznański od 1760, kasztelan krakowski od 1782, starosta międzyrzecki w 1756 roku.

## Życiorys
Syn Stanisława Wincentego Jabłonowskiego i Doroty z Broniszów (primo voto Radomickiej) herbu Wieniawa (1692- 1773), żonaty z ks. Anną Sanguszkówną herbu Pogoń Litewska (1739-1765), a potem z Teklą Czaplicówną. Synem jego był ks. Stanisław Paweł Jabłonowski na Ostrogu, Maryampolu i Podkamieniu herbu Prus III, członek Sejmu Czteroletniego, kawaler orderu Orła Białego (1789), kawaler orderu Świętego Stanisława (1784) a córkami Dorota Barbara Jabłonowska na Ostrogu, Maryampolu i Podkamieniu herbu Prus III i Tekla ks. Jabłonowska na Ostrogu, Maryampolu i Podkamieniu herbu Prus III.

## Działalność polityczna
Antoni Barnaba był czynnym i aktywnym politykiem schyłku I Rzeczypospolitej. Umiejętnie lawirował pomiędzy stronnictwami politycznymi w ostatnim okresie panowania króla Augusta III. Był posłem z województwa kijowskiego na sejm 1758 roku. 7 maja 1764 roku podpisał manifest, uznający odbywający się w obecności wojsk rosyjskich sejm konwokacyjny za nielegalny. W 1764 roku na sejmie koronacyjnym wyznaczony do komisji do compositio inter status. W 1764 roku został wyznaczony senatorem rezydentem. Był członkiem konfederacji radomskiej 1767 roku.  23 października 1767 wszedł w skład delegacji Sejmu, wyłonionej pod naciskiem posła rosyjskiego Nikołaja Repnina, powołanej w celu określenia ustroju Rzeczypospolitej. Podobnie zachowywał się podczas elekcji i rządów Stanisława Augusta Poniatowskiego. Był posłem Generalności konfederacji barskiej do Wiednia w 1772 w celu ratowania Polski, jednak i te rozmowy nie były skuteczne wobec zaborczych umów trzech państw.  Członek konfederacji 1773 roku. Na Sejmie Rozbiorowym 1773-1775 wszedł w skład delegacji wyłonionej pod naciskiem dyplomatów trzech państw rozbiorczych, mającej przeprowadzić rozbiór, został członkiem Komisji Rozdawniczej Koronnej, ustanowionej dla likwidacji majątku skasowanego w Rzeczypospolitej zakonu jezuitów, powołany do Komisji Skarbowej Koronnej. 18 września 1773 roku podpisał traktaty cesji przez Rzeczpospolitą Obojga Narodów ziem zagarniętych przez Rosję, Prusy i Austrię w I rozbiorze Polski. Członek konfederacji Andrzeja Mokronowskiego w 1776 roku. Członek Departamentu Skarbowego Rady Nieustającej w 1779 roku.
W roku 1782 został członkiem Rady Nieustającej. Był członkiem konfederacji Sejmu Czteroletniego.  Podczas Sejmu Czteroletniego był członkiem Stronnictwa Patriotycznego, podpisał Konstytucję 3 Maja. Przystąpił do powstania kościuszkowskiego, został jednym z dyrektorów Dyrekcji Biletów Skarbowych. Pozostawił po sobie Pamiętnik, w którym opisał swą działalność publiczną.

## Działalność fundacyjna
Antoni Barnaba był zaangażowany w budowę kościoła paulińskiego w Niżniowie, a także sfinansował wystrój i przygotowanie oprawy artystycznej koronacji wizerunku Matki Boskiej w kościele karmelitańskim w Bołszowcach.
W roku 1761 Antoni Barnaba Jabłonowski (ówczesny właściciel miejscowości) otrzymał od polskiego króla Augusta III Sasa przywilej miejski na założenie miasta Annopola. Nazwa miasta (dawniej określanego jako Hlinniki) miała upamiętniać zmarłą w wieku 26 lat żonę Annę (Anno i "pol", z greckiego polis – miasto). Tamże nieznany z imienia architekt Fontana wzniósł okazały pałac. W Starym Krzewinie na Wołyniu przy pałacu Jabłonowskiego założony został natomiast rozległy ogród, zaplanowany przez Dionizego Miklera. Z inicjatywy Antoniego Barnaby przebudowano pałac w Warszawie (architekci Jakub Fontana i Dominik Merlini), a w Racocie wzniesiono w latach 1768–1782 klasycystyczną rezydencję (być może według projektu Dominika Merliniego).